# Spotlight Sadie
Spotlight Sadie er en amerikansk stumfilm fra 1919 af Laurence Trimble.

## Medvirkende
- Mae Marsh som Sadie Sullivan
- Wallace MacDonald som Dick Carrington
- Mary Thurman som Hazel Harris
- Betty Schade som Dollie Delmar
- Alec B. Francis som John Page